# Ortopla reliquenda
Ortopla reliquenda är en fjärilsart som beskrevs av Moore. Ortopla reliquenda ingår i släktet Ortopla och familjen nattflyn. Inga underarter finns listade i Catalogue of Life.